# Timogenes dorbignyi
Timogenes dorbignyi je jedním z největších druhů celé čeledi štírů Bothriuridae. Větší je pouze Timogenes elegans.

## Popis
Dorůstá velikosti 60-90 mm. Zbarvení je světle žluté až světložluté.

## Areál rozšíření
Vyskytuje se v Argentině, Bolívii, Brazílii a Paraguayi.

## Chov
Počet mláďat ve vrhu činil 18 larev. Jed není nebezpečný a štír není příliš agresivní.